# Конвой №6242
Конвой № 6242 — японський конвой часів Другої світової війни, проведення якого відбувалось у грудні 1943-го.
Вихідним пунктом конвою був атол Кваджелейн, на якому була головна японська база на Маршаллових островах. Пунктом призначення став атол Трук у центральній частині Каролінських островів, де ще до війни створили головну базу японського ВМФ у Океанії, звідки до лютого 1944-го провадились операції в цілому ряді архіпелагів.
Формування конвою № 6242 було пов'язане з виводом судна «Фуджікава-Мару», яке у вересні вже спробувало полишити Кваджелейн з конвоєм № 6113, але було торпедоване та повернулось на атол для аварійного ремонту. 4 грудня під час рейду на Кваджелейн американського авіаносного з'єднання «Фуджікава-Мару» зазнало додаткових пошкоджень, проте знову вціліло. Тепер його повело на буксирі судно «Мікаге-Мару №18», що прибуло на Маршаллові острова в межах конвойної операції з підсилення острівних гарнізонів «Тей № 3» («Мікаге-Мару № 18» також зазнало певних пошкоджень під час атаки 4 грудня, але зберегло функціональність). Охорону забезпечували мисливець за підводними човнами CH-29 та переобладнані мисливці за підводними човнами «Кьо-Мару № 7» (Kyo Maru No. 7), «Шонан—Мару № 3» та «Шонан-Мару № 11».
24 грудня 1943-го загін полишив Кваджелейн і попрямував на захід. Хоча поблизу вихідного та, особливо, кінцевого пунктів маршруту традиційно діяли американські підводні човни, проходження конвою № 6242 минуло без інцидентів і 31 грудня він прибув на Трук. Втім, станом на середину лютого 1944-го «Фуджікава-Мару» все ще проходитиме ремонт на Труці й загине, коли ця база зазнає розгрому внаслідок потужного удару авіаносного з'єднання.